# Liste der IATA-Codes/Y
Diese Teilliste führt alle IATA-Flughafencodes auf, die mit „Y“ beginnen, und enthält Informationen zu den bezeichneten Verkehrsknotenpunkten.
A AA AB AC AD AE AF AG AH AI AJ AK AL AM AN AO AP AQ AR AS AT AU AV AW AX AY AZ
B BA BB BC BD BE BF BG BH BI BJ BK BL BM BN BO BP BQ BR BS BT BU BV BW BX BY BZ
C CA CB CC CD CE CF CG CH CI CJ CK CL CM CN CO CP CQ CR CS CT CU CV CW CX CY CZ
D DA DB DC DD DE DF DG DH DI DJ DK DL DM DN DO DP DQ DR DS DT DU DV DW DX DY DZ
E EA EB EC ED EE EF EG EH EI EJ EK EL EM EN EO EP EQ ER ES ET EU EV EW EX EY EZ
F FA FB FC FD FE FF FG FH FI FJ FK FL FM FN FO FP FQ FR FS FT FU FV FW FX FY FZ
G GA GB GC GD GE GF GG GH GI GJ GK GL GM GN GO GP GQ GR GS GT GU GV GW GX GY GZ
H HA HB HC HD HE HF HG HH HI HJ HK HL HM HN HO HP HQ HR HS HT HU HV HW HX HY HZ
I IA IB IC ID IE IF IG IH II IJ IK IL IM IN IO IP IQ IR IS IT IU IV IW IX IY IZ
J JA JB JC JD JE JF JG JH JI JJ JK JL JM JN JO JP JQ JR JS JT JU JV JW JX JY JZ
K KA KB KC KD KE KF KG KH KI KJ KK KL KM KN KO KP KQ KR KS KT KU KV KW KX KY KZ
L LA LB LC LD LE LF LG LH LI LJ LK LL LM LN LO LP LQ LR LS LT LU LV LW LX LY LZ
M MA MB MC MD ME MF MG MH MI MJ MK ML MM MN MO MP MQ MR MS MT MU MV MW MX MY MZ
N NA NB NC ND NE NF NG NH NI NJ NK NL NM NN NO NP NQ NR NS NT NU NV NW NX NY NZ
O OA OB OC OD OE OF OG OH OI OJ OK OL OM ON OO OP OQ OR OS OT OU OV OW OX OY OZ
P PA PB PC PD PE PF PG PH PI PJ PK PL PM PN PO PP PQ PR PS PT PU PV PW PX PY PZ
Q QA QB QC QD QE QF QG QH QI QJ QK QL QM QN QO QP QQ QR QS QT QU QV QW QX QY QZ
R RA RB RC RD RE RF RG RH RI RJ RK RL RM RN RO RP RQ RR RS RT RU RV RW RX RY RZ
S SA SB SC SD SE SF SG SH SI SJ SK SL SM SN SO SP SQ SR SS ST SU SV SW SX SY SZ
T TA TB TC TD TE TF TG TH TI TJ TK TL TM TN TO TP TQ TR TS TT TU TV TW TX TY TZ
U UA UB UC UD UE UF UG UH UI UJ UK UL UM UN UO UP UQ UR US UT UU UV UW UX UY UZ
V VA VB VC VD VE VF VG VH VI VJ VK VL VM VN VO VP VQ VR VS VT VU VV VW VX VY VZ
W WA WB WC WD WE WF WG WH WI WJ WK WL WM WN WO WP WQ WR WS WT WU WV WW WX WY WZ
X XA XB XC XD XE XF XG XH XI XJ XK XL XM XN XO XP XQ XR XS XT XU XV XW XX XY XZ
Y YA YB YC YD YE YF YG YH YI YJ YK YL YM YN YO YP YQ YR YS YT YU YV YW YX YY YZ
Z ZA ZB ZC ZD ZE ZF ZG ZH ZI ZJ ZK ZL ZM ZN ZO ZP ZQ ZR ZS ZT ZU ZV ZW ZX ZY ZZ

## YA
| IATA | ICAO | Flughafen                                               | Ort              | Region                   | Land                         |
| ---- | ---- | ------------------------------------------------------- | ---------------- | ------------------------ | ---------------------------- |
| YAA  |      | Flughafen Anahim Lake                                   | Anahim Lake      | British Columbia         | Kanada                       |
| YAB  | CYAB | Flughafen Arctic Bay                                    | Arctic Bay       | Nunavut                  | Kanada                       |
| YAC  | CYAC | Flughafen Cat Lake                                      | Cat Lake         | Ontario                  | Kanada                       |
| YAE  |      | Flughafen Alta Lake                                     | Alta Lake        | British Columbia         | Kanada                       |
| YAF  |      | Flughafen Asbestos Hill                                 | Asbestos Hill    | Québec                   | Kanada                       |
| YAG  | CYAG | Flughafen Fort Frances (Fort Frances Municipal Airport) | Fort Frances     | Ontario                  | Kanada                       |
| YAH  | CYAH | Flughafen La Grande-4                                   | La Grande-4      | Québec                   | Kanada                       |
| YAI  | SCCH | Flugplatz Chillán                                       | Chillán          | Ñuble                    | Chile                        |
| YAJ  |      | Flughafen Lyall Harbour                                 | Lyall Harbour    | British Columbia         | Kanada                       |
| YAK  | PAYA | Flughafen Yakutat                                       | Yakutat          | Alaska                   | USA                          |
| YAL  | CYAL | Flughafen Alert Bay                                     | Alert Bay        | British Columbia         | Kanada                       |
| YAM  | CYAM | Flughafen Sault Ste. Marie                              | Sault Ste. Marie | Ontario                  | Kanada                       |
| YAN  | FZIR | Flughafen Yangambi                                      | Yangambi         |                          | Demokratische Republik Kongo |
| YAO  | FKKY | Flughafen Yaoundé (Nsimalen International)              | Yaoundé          | Centre                   | Kamerun                      |
| YAP  | PTYA | Flughafen Yap                                           | Yap              | Yap                      | Mikronesien                  |
| YAQ  |      | Flughafen Maple Bay                                     | Maple Bay        | British Columbia         | Kanada                       |
| YAR  | CYAD | Flughafen La Grande-3                                   | La Grande-3      | Québec                   | Kanada                       |
| YAS  | CYAS | Flughafen Kangirsuk                                     | Kangirsuk        | Québec                   | Kanada                       |
| YAT  | CYAT | Flughafen Attawapiskat                                  | Attawapiskat     | Ontario                  | Kanada                       |
| YAU  | CYAU | Flughafen Kattiniq-Donaldson                            | Mine Raglan      | Québec                   | Kanada                       |
| YAV  | CYAV | Flughafen Miners Bay                                    | Miners Bay       | British Columbia         | Kanada                       |
| YAW  | CYAW | Flughafen Halifax (Shearwater Airport)                  | Halifax          | Nova Scotia              | Kanada                       |
| YAX  | CYAX | Flughafen Angling Lake                                  | Angling Lake     | Manitoba                 | Kanada                       |
| YAY  | CYAY | Flughafen St. Anthony                                   | St. Anthony      | Neufundland und Labrador | Kanada                       |
| YAZ  | CYAZ | Flughafen Tofino                                        | Tofino           | British Columbia         | Kanada                       |

## YB
| IATA | ICAO | Flughafen                                       | Ort                 | Region                   | Land     |
| ---- | ---- | ----------------------------------------------- | ------------------- | ------------------------ | -------- |
| YBA  | CYBA | Flughafen Banff                                 | Banff               | Alberta                  | Kanada   |
| YBB  | CYBB | Flughafen Kugaaruk                              | Kugaaruk            | Nunavut                  | Kanada   |
| YBC  | CYBC | Flughafen Baie-Comeau                           | Baie-Comeau         | Québec                   | Kanada   |
| YBD  |      | Vancouver International Airport-New Westminster | Vancouver           | British Columbia         | Kanada   |
| YBE  | CYBE | Flughafen Uranium City                          | Uranium City        | Saskatchewan             | Kanada   |
| YBF  |      | Flughafen Bamfield                              | Bamfield            | British Columbia         | Kanada   |
| YBG  | CYBG | Flughafen Bagotville                            | Bagotville          | Québec                   | Kanada   |
| YBH  | CYBH | Flughafen Bull Harbour                          | Bull Harbour        | British Columbia         | Kanada   |
| YBI  |      | Flughafen Black Tickle                          | Black Tickle-Domino | Neufundland und Labrador | Kanada   |
| YBJ  |      | Flughafen Baie Johan Beetz                      | Baie Johan Beetz    | Québec                   | Kanada   |
| YBK  | CYBK | Flughafen Baker Lake                            | Baker Lake          | Nunavut                  | Kanada   |
| YBL  | CYBL | Flughafen Campbell River                        | Campbell River      | British Columbia         | Kanada   |
| YBM  |      | Flugplatz Bronson Creek                         | Bronson Creek       | British Columbia         | Kanada   |
| YBN  |      | Flughafen Borden                                | Borden              | Ontario                  | Kanada   |
| YBO  | –    | Flughafen Bob Quinn Lake                        | Bob Quinn Lake      | British Columbia         | Kanada   |
| YBP  | ZUYB | Flughafen Yibin                                 | Yibin               | Sichuan                  | VR China |
| YBQ  |      | Thetis Island Sea Plane Base                    | Thetis Island       | British Columbia         | Kanada   |
| YBR  | CYBR | Flughafen Brandon                               | Brandon             | Manitoba                 | Kanada   |
| YBT  | CYBT | Flughafen Brochet                               | Brochet             | Manitoba                 | Kanada   |
| YBU  |      | Flughafen Nipawin                               | Nipawin             | Saskatchewan             | Kanada   |
| YBV  | CYBV | Flughafen Berens River                          | Berens River        | Manitoba                 | Kanada   |
| YBW  |      | Flughafen Bedwell Harbour                       | Bedwell Harbour     | British Columbia         | Kanada   |
| YBX  | CYBX | Flughafen Blanc-Sablon                          | Blanc-Sablon        | Québec                   | Kanada   |
| YBY  |      | Flughafen Bonnyville                            | Bonnyville          | Alberta                  | Kanada   |

## YC
| IATA | ICAO | Flughafen                               | Ort                | Region               | Land     |
| ---- | ---- | --------------------------------------- | ------------------ | -------------------- | -------- |
| YCA  | –    | Flughafen Courtenay                     | Courtenay          | British Columbia     | Kanada   |
| YCB  | CYCB | Flughafen Cambridge Bay                 | Cambridge Bay      | Nunavut              | Kanada   |
| YCC  | CYCC | Flughafen Cornwall                      | Cornwall           | Ontario              | Kanada   |
| YCD  | CYCD | Flughafen Nanaimo                       | Nanaimo            | British Columbia     | Kanada   |
| YCE  | CYCE | Flughafen Centralia (Huron Airpark)     | Centralia          | Ontario              | Kanada   |
| YCF  |      | Flughafen Cortes Bay                    | Cortes Bay         | British Columbia     | Kanada   |
| YCG  | CYCG | Flughafen Castlegar                     | Castlegar          | British Columbia     | Kanada   |
| YCH  | CYCH | Flughafen Chatham                       | Chatham            | New Brunswick        | Kanada   |
| YCI  |      | Flughafen Caribou Island                | Caribou Island     | Ontario              | Kanada   |
| YCJ  |      | Flughafen Cape St. James                | Cape St. James     | British Columbia     | Kanada   |
| YCK  |      | Flughafen Colville Lake                 | Colville Lake      | Nordwest-Territorien | Kanada   |
| YCL  | CYCL | Flughafen Charlo                        | Charlo             | New Brunswick        | Kanada   |
| YCM  |      | Flughafen St. Catharines                | St. Catharines     | Ontario              | Kanada   |
| YCN  | CYCN | Flughafen Cochrane                      | Cochrane           | Ontario              | Kanada   |
| YCO  | CYCO | Flughafen Coppermine                    | Coppermine         | Nunavut              | Kanada   |
| YCP  |      | Flughafen Coop Point                    | Coop Point         | Manitoba             | Kanada   |
| YCQ  | CYCQ | Flughafen Chetwynd                      | Chetwynd           | British Columbia     | Kanada   |
| YCR  | CYCR | Flughafen Cross Lake (Charlie Sinclair) | Cross Lake         | Manitoba             | Kanada   |
| YCS  | CYCS | Flughafen Chesterfield Inlet            | Chesterfield Inlet | Nunavut              | Kanada   |
| YCT  |      | Flughafen Coronation                    | Coronation         | Alberta              | Kanada   |
| YCU  | ZBYC | Yuncheng Airport                        | Yuncheng           | Shanxi               | VR China |
| YCV  |      | Flughafen Cartierville                  | Cartierville       | Québec               | Kanada   |
| YCW  |      | Flughafen Chilliwack                    | Chilliwack         | British Columbia     | Kanada   |
| YCX  |      | Flughafen Gagetown                      | Gagetown           | New Brunswick        | Kanada   |
| YCY  | CYCY | Flughafen Clyde River                   | Clyde River        | Nunavut              | Kanada   |
| YCZ  |      | Flughafen Creston                       | Creston            | British Columbia     | Kanada   |

## YD
| IATA | ICAO | Flughafen                                    | Ort                       | Region                   | Land    |
| ---- | ---- | -------------------------------------------- | ------------------------- | ------------------------ | ------- |
| YDA  | CYDA | Flughafen Dawson City                        | Dawson                    | Yukon                    | Kanada  |
| YDB  | CYDB | Flughafen Burwash Landing                    | Burwash Landing           | Yukon                    | Kanada  |
| YDC  |      | Flughafen Drayton Valley                     | Drayton Valley            | Alberta                  | Kanada  |
| YDE  |      | Flughafen Paradise River (stillgelegt)       | Paradise River (Labrador) | Neufundland und Labrador | Kanada  |
| YDF  | CYDF | Flughafen Deer Lake                          | Deer Lake                 | Neufundland und Labrador | Kanada  |
| YDG  |      | Flughafen Digby                              | Digby                     | Nova Scotia              | Kanada  |
| YDH  |      | Flughafen Daniel’s Harbour                   | Daniel’s Harbour          | Neufundland und Labrador | Kanada  |
| YDI  |      | Flughafen Davis Inlet (stillgelegt)          | Davis Inlet               | Neufundland und Labrador | Kanada  |
| YDK  |      | Flughafen Main Duck                          | Main Duck                 | Ontario                  | Kanada  |
| YDL  | CYDL | Flughafen Dease Lake                         | Dease Lake                | British Columbia         | Kanada  |
| YDM  | CYDM | Flughafen Ross River                         | Ross River                | Yukon                    | Kanada  |
| YDN  | CYDN | Flughafen Dauphin                            | Dauphin                   | Manitoba                 | Kanada  |
| YDO  | CYDO | Flughafen Dolbeau-St. Methode                | Dolbeau-St. Methode       | Québec                   | Kanada  |
| YDP  | CYDP | Flughafen Nain                               | Nain                      | Neufundland und Labrador | Kanada  |
| YDQ  | CYDQ | Flughafen Dawson Creek                       | Dawson Creek              | British Columbia         | Kanada  |
| YDR  |      | Flughafen Broadview                          | Broadview                 | Saskatchewan             | Kanada  |
| YDS  |      | Flughafen Desolation Sound                   | Desolation Sound          | British Columbia         | Kanada  |
| YDT  | CZBB | Flughafen Boundary Bay                       | Delta (Boundary Bay)      | British Columbia         | Kanada  |
| YDV  |      | Flughafen Bloodvein River                    | Bloodvein River           | Manitoba                 | Kanada  |
| YDW  | –    | Flughafen Obre Lake (North of Sixty Airport) | Obre Lake                 | Nordwest-Territorien     | Kanada  |
| YDX  |      | Flughafen Doc Creek                          | Doc Creek                 | British Columbia         | Kanada  |
| YDY  |      | Flughafen Valdepeñas                         | Valdepeñas                | Kastilien-La Mancha      | Spanien |

## YE
| IATA | ICAO | Flughafen                                     | Ort           | Region               | Land            |
| ---- | ---- | --------------------------------------------- | ------------- | -------------------- | --------------- |
| YEA  |      | Flughafen Edmonton-Metropolitan Area          | Edmonton      | Alberta              | Kanada          |
| YEC  | RKTY | Flughafen Yechon                              | Yechon        |                      | Südkorea        |
| YED  |      | Flughafen Edmonton-Namao Field                | Edmonton      | Alberta              | Kanada          |
| YEE  | CYEE | Flughafen Midland (Huronia Airport)           | Midland       | Ontario              | Kanada          |
| YEG  | CYEG | Flughafen Edmonton International              | Edmonton      | Alberta              | Kanada          |
| YEI  | LTBR | Flughafen Bursa Yenişehir                     | Bursa         |                      | Türkei          |
| YEK  | CYEK | Flughafen Eskimo Point (Arviat Airport)       | Eskimo Point  | Nordwest-Territorien | Kanada          |
| YEL  | CYEL | Flughafen Elliot Lake                         | Elliot Lake   | Ontario              | Kanada          |
| YEM  | CYEM | Flughafen Manitowaning                        | Manitowaning  | Ontario              | Kanada          |
| YEN  | CYEN | Flughafen Estevan (Estevan Municipal Airport) | Estevan       | Saskatchewan         | Kanada          |
| YEO  | EGDY | Flughafen Yeovilton                           | Yeovilton     |                      | Großbritannien  |
| YEP  |      | Flughafen Estevan Point                       | Estevan Point | British Columbia     | Kanada          |
| YEQ  |      | Flughafen Yenkis                              | Yenkis        |                      | Papua-Neuguinea |
| YER  | CYER | Flughafen Fort Severn                         | Fort Severn   | Ontario              | Kanada          |
| YET  | CYET | Flughafen Edson                               | Edson         | Alberta              | Kanada          |
| YEU  | CYEU | Flughafen Eureka                              | Eureka        | Nunavut              | Kanada          |
| YEV  | CYEV | Flughafen Inuvik                              | Inuvik        | Nordwest-Territorien | Kanada          |
| YEY  | CYEY | Flughafen Amos                                | Amos          | Québec               | Kanada          |

## YF
| IATA | ICAO | Flughafen                         | Ort             | Region                   | Land   |
| ---- | ---- | --------------------------------- | --------------- | ------------------------ | ------ |
| YFA  | CYFA | Flughafen Fort Albany             | Fort Albany     | Ontario                  | Kanada |
| YFB  | CYFB | Flughafen Iqaluit (Frobisher Bay) | Iqaluit         | Nunavut                  | Kanada |
| YFC  | CYFC | Flughafen Fredericton             | Fredericton     | New Brunswick            | Kanada |
| YFD  |      | Flughafen Brantford               | Brantford       | Ontario                  | Kanada |
| YFE  | CYFE | Flughafen Forestville             | Forestville     | Québec                   | Kanada |
| YFH  | CYFH | Flughafen Fort Hope               | Fort Hope       | Ontario                  | Kanada |
| YFJ  |      | Flughafen La Macaza               | La Macaza       | Québec                   | Kanada |
| YFL  |      | Flughafen Fort Reliance           | Fort Reliance   | Nordwest-Territorien     | Kanada |
| YFN  |      | Flughafen Cree Lake               | Cree Lake       | Saskatchewan             | Kanada |
| YFO  | CYFO | Flughafen Flin Flon               | Flin Flon       | Manitoba                 | Kanada |
| YFR  |      | Flughafen Fort Resolution         | Fort Resolution | Nordwest-Territorien     | Kanada |
| YFS  | CYFS | Flughafen Fort Simpson            | Fort Simpson    | Nordwest-Territorien     | Kanada |
| YFT  |      | Flughafen Makkovik                | Makkovik        | Neufundland und Labrador | Kanada |
| YFX  |      | Flughafen St. Lewis (Fox Harbour) | St. Lewis       | Neufundland und Labrador | Kanada |

## YG
| IATA | ICAO | Flughafen                                  | Ort                      | Region               | Land      |
| ---- | ---- | ------------------------------------------ | ------------------------ | -------------------- | --------- |
| YGA  |      | Flughafen Gagnon                           | Gagnon                   | Québec               | Kanada    |
| YGB  | CYGB | Flughafen Gillies Bay (Texada)             | Gillies Bay (Texada)     | British Columbia     | Kanada    |
| YGC  |      | Flughafen Grande Cache                     | Grande Cache             | Alberta              | Kanada    |
| YGD  |      | Flughafen Goderich                         | Goderich                 | Ontario              | Kanada    |
| YGE  |      | Flughafen Gorge Harbor                     | Gorge Harbor             | British Columbia     | Kanada    |
| YGF  |      | Flughafen Kapstadt (Youngsfield Airport)   | Kapstadt                 | Westkap              | Südafrika |
| YGG  |      | Flughafen Ganges Harbor                    | Ganges Harbor            | British Columbia     | Kanada    |
| YGH  | CYGH | Flughafen Fort Good Hope                   | Fort Good Hope           | Nordwest-Territorien | Kanada    |
| YGJ  | RJOH | Flughafen Yonago                           | Yonago                   | Präfektur Tottori    | Japan     |
| YGK  | CYGK | Flughafen Kingston (Norman Rogers Airport) | Kingston                 | Ontario              | Kanada    |
| YGL  | CYGL | Flughafen La Grande Rivière                | Radisson                 | Québec               | Kanada    |
| YGM  | CYGM | Flughafen Gimli                            | Gimli                    | Manitoba             | Kanada    |
| YGN  |      | Flughafen Greenway Sound                   | Greenway Sound           | British Columbia     | Kanada    |
| YGO  | CYGO | Flughafen Gods Lake Narrows                | Gods Lake Narrows        | Manitoba             | Kanada    |
| YGP  | CYGP | Flughafen Gaspé                            | Gaspé                    | Québec               | Kanada    |
| YGQ  | CYGQ | Geraldton (Greenstone Regional) Airport    | Greenstone               | Ontario              | Kanada    |
| YGR  | CYGR | Flughafen Îles-de-la-Madeleine             | Les Îles-de-la-Madeleine | Québec               | Kanada    |
| YGS  |      | Flughafen Germansen                        | Germansen                | British Columbia     | Kanada    |
| YGT  | CYGT | Flughafen Iglulik                          | Iglulik                  | Nunavut              | Kanada    |
| YGV  | CYGV | Flughafen Havre-Saint-Pierre               | Havre-Saint-Pierre       | Québec               | Kanada    |
| YGW  | CYGW | Flughafen Kuujjuarapik                     | Kuujjuarapik             | Québec               | Kanada    |
| YGX  | CYGX | Flughafen Gillam                           | Gillam                   | Manitoba             | Kanada    |
| YGY  |      | Flughafen Deception Bay                    | Deception Bay            | Québec               | Kanada    |
| YGZ  | CYGZ | Flughafen Grise Fiord                      | Grise Fiord              | Nunavut              | Kanada    |

## YH
| IATA | ICAO | Flughafen                          | Ort               | Region                   | Land   |
| ---- | ---- | ---------------------------------- | ----------------- | ------------------------ | ------ |
| YHA  |      | Flughafen Port Hope Simpson        | Port Hope Simpson | Neufundland und Labrador | Kanada |
| YHB  | CYHB | Flughafen Hudson Bay               | Hudson Bay        | Saskatchewan             | Kanada |
| YHC  |      | Hakai Passage Water Aerodrome      | Hakai Passage     | British Columbia         | Kanada |
| YHD  | CYHD | Flughafen Dryden                   | Dryden            | Ontario                  | Kanada |
| YHE  | CYHE | Flughafen Hope                     | Hope              | British Columbia         | Kanada |
| YHF  | CYHF | Flughafen Hearst (Rene Fontaine)   | Hearst            | Ontario                  | Kanada |
| YHG  |      | Flughafen Charlottetown (Labrador) | Charlottetown     | Neufundland und Labrador | Kanada |
| YHH  |      | Campbell River Water Aerodrome     | Campbell River    | British Columbia         | Kanada |
| YHI  | CYHI | Flughafen Holman                   | Ulukhaktok        | Nordwest-Territorien     | Kanada |
| YHK  | CYHK | Flughafen Gjoa Haven               | Gjoa Haven        | Nordwest-Territorien     | Kanada |
| YHM  | CYHM | Flughafen Hamilton                 | Hamilton          | Ontario                  | Kanada |
| YHN  | CYHN | Flughafen Hornepayne               | Hornepayne        | Ontario                  | Kanada |
| YHO  | CYHO | Flughafen Hopedale                 | Hopedale          | Neufundland und Labrador | Kanada |
| YHP  | CYHP | Flughafen Poplar Hill              | Poplar Hill       | Ontario                  | Kanada |
| YHR  | CYHR | Flughafen Chevery                  | Chevery           | Québec                   | Kanada |
| YHS  |      | Flughafen Sechelt                  | Sechelt           | British Columbia         | Kanada |
| YHT  | CYHT | Flughafen Haines Junction          | Haines Junction   | Yukon                    | Kanada |
| YHU  | CYHU | Flughafen Montreal Saint-Hubert    | Montreal          | Québec                   | Kanada |
| YHY  | CYHY | Flughafen Hay River                | Hay River         | Nordwest-Territorien     | Kanada |
| YHZ  | CYHZ | Halifax International Airport      | Halifax           | Nova Scotia              | Kanada |

## YI
| IATA | ICAO | Flughafen                              | Ort                     | Region               | Land       |
| ---- | ---- | -------------------------------------- | ----------------------- | -------------------- | ---------- |
| YIA  | WAHI | Internationaler Flughafen Yogyakarta   | Yogyakarta              | Yogyakarta           | Indonesien |
| YIB  | CYIB | Flughafen Atikokan                     | Atikokan                | Ontario              | Kanada     |
| YIC  | ZSYC | Flughafen Yichun                       | Yichun                  | Jiangxi              | VR China   |
| YIF  | CYIF | Flughafen Pakuashipi                   | Pakuashipi              | Québec               | Kanada     |
| YIG  |      | Big Bay Water Aerodrome                | Stuart Island           | British Columbia     | Kanada     |
| YIH  | ZHYC | Flughafen Yichang                      | Yichang                 | Hubei                | VR China   |
| YIK  | CYIK | Flughafen Ivujivik                     | Ivujivik                | Québec               | Kanada     |
| YIN  | ZWYN | Flughafen Gulja                        | Gulja                   | Xinjiang             | VR China   |
| YIO  |      | Flughafen Pond Inlet                   | Pond Inlet              | Nordwest-Territorien | Kanada     |
| YIP  | KYIP | Flughafen Detroit (Willow Run Airport) | Detroit                 | Michigan             | USA        |
| YIV  | CYIV | Flughafen Island Lake/Garden Hill      | Island Lake/Garden Hill | Manitoba             | Kanada     |
| YIW  | ZSYW | Flughafen Yiwu                         | Yiwu                    | Zhejiang             | VR China   |
| YIX  |      | Flughafen Port Radium                  | Port Radium             | Nordwest-Territorien | Kanada     |

## YJ
| IATA | ICAO | Flughafen                                  | Ort                      | Region                   | Land      |
| ---- | ---- | ------------------------------------------ | ------------------------ | ------------------------ | --------- |
| YJA  |      | Flughafen Jasper                           | Jasper                   | Alberta                  | Kanada    |
| YJF  | CYJF | Flughafen Fort Liard                       | Fort Liard               | Nordwest-Territorien     | Kanada    |
| YJM  |      | Flughafen Fort St. James (Perison Airport) | Fort St. James           | British Columbia         | Kanada    |
| YJN  | CYJN | Flughafen St-Jean                          | Saint-Jean-sur-Richelieu | Québec                   | Kanada    |
| YJO  |      | Flughafen Johnny Mountain                  | Johnny Mountain          | British Columbia         | Kanada    |
| YJP  |      | Flughafen Fort Providence                  | Fort Providence          | Nordwest-Territorien     | Kanada    |
| YJS  | ZKSE | Flughafen Samjiyŏn                         | Samjiyŏn                 | Ryanggang-do             | Nordkorea |
| YJT  | CYJT | Stephenville International Airport         | Stephenville             | Neufundland und Labrador | Kanada    |

## YK
| IATA | ICAO | Flughafen                                            | Ort           | Region           | Land           |
| ---- | ---- | ---------------------------------------------------- | ------------- | ---------------- | -------------- |
| YKA  | CYKA | Flughafen Kamloops                                   | Kamloops      | British Columbia | Kanada         |
| YKC  |      | Flughafen Collins Bay                                | Collins Bay   | Saskatchewan     | Kanada         |
| YKE  |      | Flughafen Knee Lake                                  | Knee Lake     | Manitoba         | Kanada         |
| YKF  | CYKF | Flughafen Waterloo                                   | Woolwich      | Ontario          | Kanada         |
| YKG  |      | Flughafen Kangirsuk                                  | Kangirsuk     | Québec           | Kanada         |
| YKI  |      | Flughafen Kitimat                                    | Kitimat       | British Columbia | Kanada         |
| YKJ  |      | Flughafen Key Lake                                   | Key Lake      | Saskatchewan     | Kanada         |
| YKL  |      | Flughafen Schefferville                              | Schefferville | Québec           | Kanada         |
| YKM  | KYKM | Flughafen Yakima                                     | Yakima        | Washington       | USA            |
| YKN  | KYKN | Flughafen Yankton (Chan Gurney)                      | Yankton       | South Dakota     | USA            |
| YKO  | LTCW | Flughafen Hakkari-Yüksekova Selahaddin Eyyubi        | Yüksekova     | Hakkâri          | Türkei         |
| YKQ  |      | Flughafen Waskaganish                                | Waskaganish   | Québec           | Kanada         |
| YKS  |      | Flughafen Jacob                                      | Jacob         |                  | Republik Kongo |
| YKT  |      | Flughafen Klemtu                                     | Klemtu        | British Columbia | Kanada         |
| YKU  |      | Flughafen Chisasibi                                  | Chisasibi     | Québec           | Kanada         |
| YKX  |      | Flughafen Kirkland Lake                              | Kirkland Lake | Ontario          | Kanada         |
| YKY  | CYKY | Flughafen Kindersley                                 | Kindersley    | Saskatchewan     | Kanada         |
| YKZ  | CYKZ | Flughafen Toronto-Buttonville (Buttonville Airfield) | Markham       | Ontario          | Kanada         |

## YL
| IATA | ICAO | Flughafen                        | Ort                 | Region               | Land       |
| ---- | ---- | -------------------------------- | ------------------- | -------------------- | ---------- |
| YLA  | CYLA | Flughafen Langara                | Langara             | British Columbia     | Kanada     |
| YLB  |      | Flughafen Lac La Biche           | Lac La Biche        | Alberta              | Kanada     |
| YLC  |      | Flughafen Lake Harbour           | Lake Harbour        | Nordwest-Territorien | Kanada     |
| YLD  |      | Flughafen Chapleau               | Chapleau            | Ontario              | Kanada     |
| YLE  |      | Flughafen Lac La Martre          | Lac La Martre       | Nordwest-Territorien | Kanada     |
| YLG  | YYAL | Flughafen Yalgoo                 | Yalgoo              | Western Australia    | Australien |
| YLH  |      | Flughafen Lansdowne House        | Lansdowne House     | Ontario              | Kanada     |
| YLI  | EFYL | Flughafen Ylivieska (Raudaskyla) | Ylivieska           | Oulu                 | Finnland   |
| YLJ  |      | Flugplatz Meadow Lake            | Meadow Lake         | Saskatchewan         | Kanada     |
| YLL  | CYLL | Flughafen Lloydminster           | Lloydminster        | Alberta              | Kanada     |
| YLM  |      | Flughafen Clinton Creek          | Clinton Creek       | Yukon                | Kanada     |
| YLN  | ZYYL | Flughafen Yilan                  | Yilan               | Heilongjiang         | VR China   |
| YLO  |      | Flughafen Shilo                  | Shilo               | Manitoba             | Kanada     |
| YLP  |      | Flughafen Mingan                 | Mingan              | Québec               | Kanada     |
| YLQ  |      | Flughafen La Tuque               | La Tuque            | Québec               | Kanada     |
| YLR  |      | Flughafen Leaf Rapids            | Leaf Rapids         | Manitoba             | Kanada     |
| YLS  |      | Flughafen Lebel-sur-Quévillon    | Lebel-sur-Quévillon | Québec               | Kanada     |
| YLT  | CYLT | Flugplatz Alert                  | Alert (Nunavut)     | Nunavut              | Kanada     |
| YLW  | CYLW | Flughafen Kelowna                | Kelowna             | British Columbia     | Kanada     |
| YLX  |      | Flughafen Longpoint Lake         | Longpoint Lake      | Ontario              | Kanada     |
| YLY  |      | Flughafen Lytton                 | Lytton              | British Columbia     | Kanada     |

## YM
| IATA | ICAO | Flughafen                                          | Ort             | Region                   | Land   |
| ---- | ---- | -------------------------------------------------- | --------------- | ------------------------ | ------ |
| YMA  |      | Flughafen Mayo                                     | Mayo            | Yukon                    | Kanada |
| YMB  |      | Flughafen Merritt                                  | Merritt         | British Columbia         | Kanada |
| YMC  |      | Flughafen Kangiqsujuaq (Maricourt)                 | Kangiqsujuaq    | Québec                   | Kanada |
| YMD  |      | Flughafen Mould Bay                                | Mould Bay       | Nordwest-Territorien     | Kanada |
| YME  |      | Flughafen Matane                                   | Matane          | Québec                   | Kanada |
| YMF  |      | Flughafen Montague Harbor                          | Montague Harbor | British Columbia         | Kanada |
| YMG  |      | Flughafen Manitouwadge                             | Manitouwadge    | Ontario                  | Kanada |
| YMH  |      | Flughafen Mary’s Harbour                           | Mary’s Harbour  | Neufundland und Labrador | Kanada |
| YMI  |      | Flughafen Minaki                                   | Minaki          | Ontario                  | Kanada |
| YMJ  |      | Flughafen Moose Jaw                                | Moose Jaw       | Saskatchewan             | Kanada |
| YML  |      | Flughafen Murray Bay                               | Murray Bay      | Nordwest-Territorien     | Kanada |
| YMM  | CYMM | Flughafen Fort McMurray                            | Fort McMurray   | Alberta                  | Kanada |
| YMN  |      | Flughafen Makkovik                                 | Makkovik        | Neufundland und Labrador | Kanada |
| YMO  |      | Flughafen Moosonee                                 | Moosonee        | Ontario                  | Kanada |
| YMP  |      | Flughafen Port McNeill                             | Port McNeill    | British Columbia         | Kanada |
| YMQ  |      | Flughafen Montréal (Metropolitan Area)             | Montreal        | Québec                   | Kanada |
| YMR  |      | Flughafen Merry Island                             | Merry Island    | British Columbia         | Kanada |
| YMS  | SPMS | Flughafen Yurimaguas                               | Yurimaguas      | Loreto                   | Peru   |
| YMT  |      | Flughafen Chibougamau (Chapais Airport)            | Chibougamau     | Québec                   | Kanada |
| YMW  |      | Flughafen Maniwaki                                 | Maniwaki        | Québec                   | Kanada |
| YMX  | CYMX | Flughafen Montréal (Mirabel International Airport) | Montreal        | Québec                   | Kanada |
| YMY  |      | Flughafen Montreal (Victoria STOLport)             | Montreal        | Québec                   | Kanada |

## YN
| IATA | ICAO | Flughafen                                  | Ort                  | Region           | Land          |
| ---- | ---- | ------------------------------------------ | -------------------- | ---------------- | ------------- |
| YNA  |      | Flughafen Natashquan                       | Natashquan           | Québec           | Kanada        |
| YNB  | OEYN | Flughafen Yanbu                            | Yanbu                | Provinz Medina   | Saudi-Arabien |
| YNC  |      | Flughafen Wemindji                         | Wemindji             | Québec           | Kanada        |
| YND  |      | Flughafen Hull (Ottawa – Gatineau Airport) | Hull                 | Québec           | Kanada        |
| YNE  |      | Flughafen Norway House                     | Norway House         | Manitoba         | Kanada        |
| YNG  | KYNG | Flughafen Youngstown                       | Youngstown           | Ohio             | USA           |
| YNH  |      | Flughafen Hudson’s Hope                    | Hudson’s Hope        | British Columbia | Kanada        |
| YNI  |      | Flughafen Nitchequon                       | Nitchequon           | Québec           | Kanada        |
| YNJ  | ZYYJ | Flughafen Yanji                            | Yanji                | Jilin            | VR China      |
| YNK  |      | Flughafen Nootka Sound                     | Nootka Sound         | British Columbia | Kanada        |
| YNL  |      | Flughafen Points North Landing             | Points North Landing | Saskatchewan     | Kanada        |
| YNM  |      | Flughafen Matagami                         | Matagami             | Québec           | Kanada        |
| YNO  |      | Flughafen North Spirit Lake                | North Spirit Lake    | Ontario          | Kanada        |
| YNR  |      | Flughafen Arnes                            | Arnes                | Manitoba         | Kanada        |
| YNS  |      | Flughafen Nemiscau                         | Nemiscau             | Québec           | Kanada        |
| YNT  | ZSYT | Flughafen Yantai                           | Yantai               | Shandong         | VR China      |
| YNZ  |      | Flughafen Yanchen                          | Yanchen              |                  | VR China      |

## YO
| IATA | ICAO | Flughafen                            | Ort          | Region               | Land    |
| ---- | ---- | ------------------------------------ | ------------ | -------------------- | ------- |
| YOC  |      | Flughafen Old Crow                   | Old Crow     | Yukon                | Kanada  |
| YOD  |      | Flughafen Cold Lake                  | Cold Lake    | Alberta              | Kanada  |
| YOE  |      | Flughafen Donnelly                   | Donnelly     | Alberta              | Kanada  |
| YOG  |      | Flughafen Ogoki Post                 | Ogoki Post   | Ontario              | Kanada  |
| YOH  |      | Flughafen Oxford House               | Oxford House | Manitoba             | Kanada  |
| YOJ  | CYOJ | Flughafen High Level                 | High Level   | Alberta              | Kanada  |
| YOK  |      | Flughafen Yokohama                   | Yokohama     | Kantō                | Japan   |
| YOL  | DNYO | Flughafen Yola                       | Yola         | Adamawa              | Nigeria |
| YON  | VQTY | Flughafen Yongphulla                 | Trashigang   | Trashigang           | Bhutan  |
| YOO  |      | Flughafen Oshawa                     | Oshawa       | Ontario              | Kanada  |
| YOP  | CYOP | Flughafen Rainbow Lake               | Rainbow Lake | Alberta              | Kanada  |
| YOS  |      | Flughafen Owen Sound                 | Owen Sound   | Ontario              | Kanada  |
| YOW  | CYOW | Flughafen Ottawa (Macdonald-Cartier) | Ottawa       | Ontario              | Kanada  |
| YOX  |      | Flughafen Rea Point                  | Rea Point    | Nordwest-Territorien | Kanada  |

## YP
| IATA | ICAO | Flughafen                 | Ort             | Region               | Land   |
| ---- | ---- | ------------------------- | --------------- | -------------------- | ------ |
| YPA  |      | Flughafen Prince Albert   | Prince Albert   | Saskatchewan         | Kanada |
| YPB  |      | Flughafen Port Alberni    | Port Alberni    | British Columbia     | Kanada |
| YPC  |      | Flughafen Paulatuk        | Paulatuk        | Nordwest-Territorien | Kanada |
| YPD  |      | Flughafen Parry Sound     | Parry Sound     | Ontario              | Kanada |
| YPE  |      | Flughafen Peace River     | Peace River     | Alberta              | Kanada |
| YPF  |      | Flughafen Esquimalt       | Esquimalt       | British Columbia     | Kanada |
| YPG  |      | Flughafen Portage         | Portage         | Manitoba             | Kanada |
| YPI  |      | Flughafen Port Simpson    | Port Simpson    | British Columbia     | Kanada |
| YPJ  |      | Flughafen Aupaluk         | Aupaluk         | Québec               | Kanada |
| YPK  |      | Flughafen Pitt Meadows    | Pitt Meadows    | British Columbia     | Kanada |
| YPL  |      | Flughafen Pickle Lake     | Pickle Lake     | Ontario              | Kanada |
| YPM  |      | Flughafen Pikangikum      | Pikangikum      | Ontario              | Kanada |
| YPN  |      | Flughafen Port-Menier     | Port-Menier     | Québec               | Kanada |
| YPO  |      | Flughafen Peawanuck       | Peawanuck       | Ontario              | Kanada |
| YPP  |      | Flughafen Pine Point      | Pine Point      | Nordwest-Territorien | Kanada |
| YPQ  |      | Flughafen Peterborough    | Peterborough    | Ontario              | Kanada |
| YPR  |      | Flughafen Prince Rupert   | Prince Rupert   | British Columbia     | Kanada |
| YPS  |      | Flughafen Port Hawkesbury | Port Hawkesbury | Nova Scotia          | Kanada |
| YPT  |      | Flughafen Pender Harbour  | Pender Harbour  | British Columbia     | Kanada |
| YPU  |      | Flughafen Puntzi Mountain | Puntzi Mountain | British Columbia     | Kanada |
| YPV  |      | Flughafen Peawanuck       | Peawanuck       | British Columbia     | Kanada |
| YPW  |      | Flughafen Powell River    | Powell River    | British Columbia     | Kanada |
| YPX  |      | Flughafen Povungnituk     | Povungnituk     | Québec               | Kanada |
| YPY  |      | Flughafen Fort Chipewyan  | Fort Chipewyan  | Alberta              | Kanada |
| YPZ  |      | Flughafen Burns Lake      | Burns Lake      | British Columbia     | Kanada |

## YQ
| IATA | ICAO | Flughafen                    | Ort              | Region                   | Land   |
| ---- | ---- | ---------------------------- | ---------------- | ------------------------ | ------ |
| YQA  |      | Flughafen Muskoka            | Muskoka          | Ontario                  | Kanada |
| YQB  | CYQB | Flughafen Québec             | Québec           | Québec                   | Kanada |
| YQC  |      | Flughafen Quaqtaq            | Quaqtaq          | Québec                   | Kanada |
| YQD  |      | Flughafen The Pas            | The Pas          | Manitoba                 | Kanada |
| YQE  |      | Flughafen Kimberley          | Kimberley        | British Columbia         | Kanada |
| YQF  |      | Flughafen Red Deer           | Red Deer         | Alberta                  | Kanada |
| YQG  |      | Flughafen Windsor            | Windsor          | Ontario                  | Kanada |
| YQH  |      | Flughafen Watson Lake        | Watson Lake      | Yukon                    | Kanada |
| YQI  |      | Flughafen Yarmouth           | Yarmouth         | Nova Scotia              | Kanada |
| YQK  |      | Flughafen Kenora             | Kenora           | Ontario                  | Kanada |
| YQL  |      | Flughafen Lethbridge         | Lethbridge       | Alberta                  | Kanada |
| YQM  | CYQM | Flughafen Moncton            | Moncton          | New Brunswick            | Kanada |
| YQN  |      | Flughafen Nakina             | Nakina           | Ontario                  | Kanada |
| YQQ  | CYQQ | Flughafen Comox Valley       | Comox            | British Columbia         | Kanada |
| YQR  | CYQR | Regina International Airport | Regina           | Saskatchewan             | Kanada |
| YQS  |      | Flughafen St. Thomas         | St. Thomas       | Ontario                  | Kanada |
| YQT  | CYQT | Thunder Bay Airport          | Thunder Bay      | Ontario                  | Kanada |
| YQU  |      | Flughafen Grande Prairie     | Grande Prairie   | Alberta                  | Kanada |
| YQV  |      | Flughafen Yorkton            | Yorkton          | Saskatchewan             | Kanada |
| YQW  |      | Flughafen North Battleford   | North Battleford | Saskatchewan             | Kanada |
| YQX  | CYQX | Flughafen Gander             | Gander           | Neufundland und Labrador | Kanada |
| YQY  |      | Flughafen Sydney             | Sydney           | Nova Scotia              | Kanada |
| YQZ  | CYQZ | Flughafen Quesnel            | Quesnel          | British Columbia         | Kanada |

## YR
| IATA | ICAO | Flughafen                             | Ort                       | Region                   | Land   |
| ---- | ---- | ------------------------------------- | ------------------------- | ------------------------ | ------ |
| YRA  | CYRA | Flughafen Gamèti/Rae Lakes            | Gamèti                    | Nordwest-Territorien     | Kanada |
| YRB  |      | Flughafen Resolute Bay                | Resolute Bay              | Nunavut                  | Kanada |
| YRC  |      | Refuge Cove Water Aerodrome           | Refuge Cove               | British Columbia         | Kanada |
| YRD  |      | Flughafen Dean River                  | Dean River (Flussmündung) | British Columbia         | Kanada |
| YRF  |      | Flughafen Cartwright                  | Cartwright                | Neufundland und Labrador | Kanada |
| YRG  |      | Flughafen Rigolet                     | Rigolet                   | Neufundland und Labrador | Kanada |
| YRI  |      | Flughafen Riviere-du-Loup             | Rivière-du-Loup           | Québec                   | Kanada |
| YRJ  |      | Flughafen Roberval                    | Roberval                  | Québec                   | Kanada |
| YRL  |      | Flughafen Red Lake                    | Red Lake                  | Ontario                  | Kanada |
| YRM  |      | Flughafen Rocky Mountain House        | Rocky Mountain House      | Alberta                  | Kanada |
| YRN  |      | Flughafen Rivers Inlet                | Oweekeno                  | British Columbia         | Kanada |
| YRO  |      | Flughafen Ottawa (Rockcliffe Airport) | Ottawa                    | Ontario                  | Kanada |
| YRP  |      | Flughafen Carp                        | Carp                      | Ontario                  | Kanada |
| YRQ  |      | Flughafen Trois-Rivières              | Trois-Rivières            | Québec                   | Kanada |
| YRR  |      | Flughafen Stuart Island               | Stuart Island             | British Columbia         | Kanada |
| YRS  |      | Flughafen Red Sucker Lake             | Red Sucker Lake           | Ontario                  | Kanada |
| YRT  |      | Flughafen Rankin Inlet                | Rankin Inlet              | Nunavut                  | Kanada |
| YRV  |      | Flughafen Revelstoke                  | Revelstoke                | British Columbia         | Kanada |

## YS
| IATA | ICAO | Flughafen                                         | Ort                   | Region                   | Land   |
| ---- | ---- | ------------------------------------------------- | --------------------- | ------------------------ | ------ |
| YSA  |      | Flughafen Sable Island                            | Sable Island          | Nova Scotia              | Kanada |
| YSB  |      | Flughafen Sudbury                                 | Greater Sudbury       | Ontario                  | Kanada |
| YSC  |      | Flughafen Sherbrooke                              | Sherbrooke            | Québec                   | Kanada |
| YSD  |      | Flughafen Suffield                                | Suffield              | Alberta                  | Kanada |
| YSE  |      | Flughafen Swan River                              | Swan River            | Manitoba                 | Kanada |
| YSF  |      | Flughafen Stony Rapids                            | Stony Rapids          | Saskatchewan             | Kanada |
| YSG  |      | Flughafen Lutselk'e                               | Lutselk'e (Snowdrift) | Nordwest-Territorien     | Kanada |
| YSH  |      | Flughafen Smiths Falls/Montague                   | Smiths Falls/Montague | Ontario                  | Kanada |
| YSI  |      | Flughafen Sans Souci                              | Sans Souci            | Ontario                  | Kanada |
| YSJ  |      | Flughafen Saint John                              | Saint John            | New Brunswick            | Kanada |
| YSK  |      | Flughafen Sanikiluaq                              | Sanikiluaq            | Nordwest-Territorien     | Kanada |
| YSL  |      | Flughafen St.-Leonard                             | St.-Leonard           | New Brunswick            | Kanada |
| YSM  |      | Flughafen Fort Smith                              | Fort Smith            | Nordwest-Territorien     | Kanada |
| YSN  |      | Flughafen Salmon Arm                              | Salmon Arm            | British Columbia         | Kanada |
| YSO  |      | Flughafen Postville                               | Postville             | Neufundland und Labrador | Kanada |
| YSP  |      | Flughafen Marathon                                | Marathon              | Ontario                  | Kanada |
| YSQ  | CYSQ | Flughafen Spring Island                           | Spring Island         | British Columbia         | Kanada |
| YSR  |      | Flughafen Nanisivik                               | Nanisivik             | Nordwest-Territorien     | Kanada |
| YSS  |      | Flughafen Slate Island                            | Slate Island          | Ontario                  | Kanada |
| YSU  |      | Flughafen Summerside                              | Summerside            | Prince Edward Island     | Kanada |
| YSV  |      | Flughafen Saglek (stillgelegt)                    | Saglek Bay            | Neufundland und Labrador | Kanada |
| YSX  |      | Flughafen Halifax-Shearwater (Shearwater Airport) | Halifax               | Nova Scotia              | Kanada |
| YSY  |      | Flughafen Sachs Harbour                           | Sachs Harbour         | Nordwest-Territorien     | Kanada |
| YSZ  |      | Flughafen Squirrel Cove                           | Squirrel Cove         | British Columbia         | Kanada |

## YT
| IATA | ICAO | Flughafen                   | Ort                       | Region               | Land   |
| ---- | ---- | --------------------------- | ------------------------- | -------------------- | ------ |
| YTA  |      | Flughafen Pembroke          | Pembroke                  | Ontario              | Kanada |
| YTB  |      | Flughafen Hartley Bay       | Hartley Bay               | British Columbia     | Kanada |
| YTC  |      | Flughafen Sturdee           | Sturdee                   | British Columbia     | Kanada |
| YTD  |      | Flughafen Thicket Portage   | Thicket Portage           | Manitoba             | Kanada |
| YTE  |      | Flughafen Cape Dorset       | Kinngait                  | Nordwest-Territorien | Kanada |
| YTF  | CYTF | Flughafen Alma              | Alma                      | Québec               | Kanada |
| YTG  |      | Flughafen Sullivan Bay      | Sullivan Bay              | British Columbia     | Kanada |
| YTH  |      | Thompson Airport            | Thompson                  | Manitoba             | Kanada |
| YTI  |      | Flughafen Triple Island     | Triple Island             | British Columbia     | Kanada |
| YTJ  |      | Flughafen Terrace Bay       | Terrace Bay               | Ontario              | Kanada |
| YTK  |      | Flughafen Tulugak           | Tulugak                   | Québec               | Kanada |
| YTL  |      | Flughafen Big Trout Lake    | Big Trout Lake            | Ontario              | Kanada |
| YTO  |      | Toronto (Metropolitan Area) | Toronto Metropolitan Area | Ontario              | Kanada |
| YTP  |      | Flughafen Tofino            | Tofino                    | British Columbia     | Kanada |
| YTQ  |      | Flugplatz Tasiujaq          | Tasiujaq                  | Québec               | Kanada |
| YTR  | CYTR | Flughafen Trenton           | Trenton                   | Ontario              | Kanada |
| YTS  |      | Flughafen Timmins           | Timmins                   | Ontario              | Kanada |
| YTT  |      | Flughafen Tisdale           | Tisdale                   | Saskatchewan         | Kanada |
| YTU  |      | Flughafen Tasu              | Tasu                      | British Columbia     | Kanada |
| YTX  |      | Flughafen Telegraph Creek   | Telegraph Creek           | British Columbia     | Kanada |
| YTZ  | CYTZ | Flughafen Toronto-City      | Toronto                   | Ontario              | Kanada |

## YU
| IATA | ICAO | Flughafen                                         | Ort                 | Region               | Land       |
| ---- | ---- | ------------------------------------------------- | ------------------- | -------------------- | ---------- |
| YUA  |      | Flughafen Shingle Point                           | Shingle Point       | Yukon                | Kanada     |
| YUB  |      | Flughafen Tuktoyaktuk                             | Tuktoyaktuk         | Nordwest-Territorien | Kanada     |
| YUC  |      | Flughafen Nicholson Peninsula                     | Nicholson Peninsula | Nordwest-Territorien | Kanada     |
| YUD  |      | Flughafen Umiujaq                                 | Umiujaq             | Québec               | Kanada     |
| YUE  |      | Flughafen Yuendumu                                | Yuendumu            | Northern Territory   | Australien |
| YUF  |      | Flughafen Pelly Bay                               | Pelly Bay           | Nordwest-Territorien | Kanada     |
| YUH  |      | Flughafen Clinton Point                           | Clinton Point       | Nordwest-Territorien | Kanada     |
| YUI  |      | Flughafen Cape Young                              | Cape Young          | Nordwest-Territorien | Kanada     |
| YUJ  |      | Flughafen Lady Franklin                           | Lady Franklin       | Nordwest-Territorien | Kanada     |
| YUK  |      | Flughafen Byron Bay                               | Byron Bay           | Nordwest-Territorien | Kanada     |
| YUL  | CYUL | Flughafen Montreal (Dorval International Airport) | Montreal            | Québec               | Kanada     |
| YUM  |      | Flughafen Yuma (Marine Corps Air Station)         | Yuma                | Arizona              | USA        |
| YUN  |      | Flughafen Johnson Point                           | Johnson Point       | Nordwest-Territorien | Kanada     |
| YUQ  |      | Flughafen Jenny Lind Island                       | Jenny Lind Island   | Nordwest-Territorien | Kanada     |
| YUR  |      | Flughafen Gladman Point                           | Gladman Point       | Nordwest-Territorien | Kanada     |
| YUS  |      | Flughafen Sheperd Bay                             | Sheperd Bay         | Nordwest-Territorien | Kanada     |
| YUT  |      | Flughafen Repulse Bay                             | Repulse Bay         | Nordwest-Territorien | Kanada     |
| YUU  |      | Flughafen Mackar Inlet                            | Mackar Inlet        | Nordwest-Territorien | Kanada     |
| YUV  |      | Flughafen Longstaff Bluff                         | Longstaff Bluff     | Nordwest-Territorien | Kanada     |
| YUW  |      | Flughafen Dewar Lakes                             | Dewar Lakes         | Nordwest-Territorien | Kanada     |
| YUX  |      | Flughafen Hall Beach                              | Sanirajak           | Nordwest-Territorien | Kanada     |
| YUY  |      | Flughafen Rouyn-Noranda                           | Rouyn-Noranda       | Québec               | Kanada     |
| YUZ  |      | Flughafen Cape Hooper                             | Cape Hooper         | Nordwest-Territorien | Kanada     |

## YV
| IATA | ICAO | Flughafen                       | Ort              | Region               | Land            |
| ---- | ---- | ------------------------------- | ---------------- | -------------------- | --------------- |
| YVA  | FMCN | Flughafen Moroni-Iconi          | Moroni           | Grande Comore        | Komoren         |
| YVB  |      | Flughafen Bonaventure           | Bonaventure      | Québec               | Kanada          |
| YVC  |      | Flughafen La Ronge              | La Ronge         | Saskatchewan         | Kanada          |
| YVD  |      | Flughafen Yeva                  | Yeva             |                      | Papua-Neuguinea |
| YVE  |      | Flughafen Vernon                | Vernon           | British Columbia     | Kanada          |
| YVG  |      | Flughafen Vermilion             | Vermilion        | Alberta              | Kanada          |
| YVM  |      | Flughafen Broughton Island      | Broughton Island | Nunavut              | Kanada          |
| YVN  |      | Flughafen Cape Dyer             | Cape Dyer        | Nordwest-Territorien | Kanada          |
| YVO  |      | Flughafen Val-d’Or              | Val-d’Or         | Québec               | Kanada          |
| YVP  |      | Flughafen Kuujjuaq (Fort Chimo) | Kuujjuaq         | Québec               | Kanada          |
| YVQ  |      | Flughafen Norman Wells          | Norman Wells     | Nordwest-Territorien | Kanada          |
| YVR  | CYVR | Vancouver International Airport | Vancouver        | British Columbia     | Kanada          |
| YVT  |      | Flughafen Buffalo Narrows       | Buffalo Narrows  | Saskatchewan         | Kanada          |
| YVV  |      | Flughafen Wiarton               | Wiarton          | Ontario              | Kanada          |
| YVZ  |      | Flughafen Deer Lake             | Deer Lake        | Ontario              | Kanada          |

## YW
| IATA | ICAO | Flughafen                          | Ort               | Region                   | Land   |
| ---- | ---- | ---------------------------------- | ----------------- | ------------------------ | ------ |
| YWA  |      | Flughafen Petawawa                 | Petawawa          | Ontario                  | Kanada |
| YWB  |      | Flughafen Kangiqsujuaq             | Kangiqsujuaq      | Québec                   | Kanada |
| YWF  |      | Halifax Waterfront Heliport        | Halifax           | Nova Scotia              | Kanada |
| YWG  | CYWG | Winnipeg International Airport     | Winnipeg          | Manitoba                 | Kanada |
| YWH  |      | Flughafen Victoria (Inner Harbour) | Victoria          | British Columbia         | Kanada |
| YWJ  |      | Flughafen Déline                   | Déline            | Nordwest-Territorien     | Kanada |
| YWK  |      | Flughafen Wabush                   | Wabush            | Neufundland und Labrador | Kanada |
| YWL  | CYWL | Flughafen Williams Lake            | Williams Lake     | British Columbia         | Kanada |
| YWM  | CYWM | Flughafen William’s Harbour        | William’s Harbour | Neufundland und Labrador | Kanada |
| YWP  |      | Flughafen Webequie                 | Webequie          | Ontario                  | Kanada |
| YWR  |      | Flughafen White River              | White River       | Ontario                  | Kanada |
| YWS  |      | Flughafen Whistler (Green Lake)    | Whistler          | British Columbia         | Kanada |
| YWY  |      | Flughafen Wrigley                  | Wrigley           | Nordwest-Territorien     | Kanada |

## YX
| IATA | ICAO | Flughafen                                | Ort              | Region               | Land   |
| ---- | ---- | ---------------------------------------- | ---------------- | -------------------- | ------ |
| YXC  | CYXC | Flughafen Cranbrook                      | Cranbrook        | British Columbia     | Kanada |
| YXD  |      | Edmonton Municipal Airport               | Edmonton         | Alberta              | Kanada |
| YXE  | CYXE | Flughafen Saskatoon                      | Saskatoon        | Saskatchewan         | Kanada |
| YXF  |      | Flughafen Snake River                    | Snake River      | Yukon                | Kanada |
| YXH  |      | Flughafen Medicine Hat                   | Medicine Hat     | Alberta              | Kanada |
| YXI  |      | Flughafen Killaloe                       | Killaloe         | Ontario              | Kanada |
| YXJ  | CYXJ | Flughafen Fort St. John                  | Fort St. John    | British Columbia     | Kanada |
| YXK  |      | Flughafen Rimouski                       | Rimouski         | Québec               | Kanada |
| YXL  | CYXL | Flughafen Sioux Lookout                  | Sioux Lookout    | Ontario              | Kanada |
| YXN  |      | Flughafen Whale Cove                     | Whale Cove       | Nordwest-Territorien | Kanada |
| YXP  |      | Flughafen Pangnirtung                    | Pangnirtung      | Nordwest-Territorien | Kanada |
| YXQ  | CYXQ | Flughafen Beaver Creek                   | Beaver Creek     | Yukon                | Kanada |
| YXR  | CYXR | Flughafen Earlton (Timiskaming Regional) | Armstrong        | Ontario              | Kanada |
| YXS  | CYXS | Flughafen Prince George                  | Prince George    | British Columbia     | Kanada |
| YXT  | CYXT | Flughafen Terrace-Kitimat                | Terrace          | British Columbia     | Kanada |
| YXU  | CYXU | London International Airport             | London (Ontario) | Ontario              | Kanada |
| YXX  | CYXX | Flughafen Abbotsford                     | Abbotsford       | British Columbia     | Kanada |
| YXY  | CYXY | Flughafen Whitehorse                     | Whitehorse       | Yukon                | Kanada |
| YXZ  |      | Flughafen Wawa                           | Wawa             | Ontario              | Kanada |

## YY
| IATA | ICAO | Flughafen                        | Ort                    | Region                   | Land   |
| ---- | ---- | -------------------------------- | ---------------------- | ------------------------ | ------ |
| YYA  |      | Flughafen Big Bay (Yacht Club)   | Big Bay                | British Columbia         | Kanada |
| YYB  |      | Flughafen North Bay              | North Bay              | Ontario                  | Kanada |
| YYC  | CYYC | Flughafen Calgary                | Calgary                | Alberta                  | Kanada |
| YYD  | CYYD | Flughafen Smithers               | Smithers               | British Columbia         | Kanada |
| YYE  | CYYE | Flughafen Fort Nelson            | Fort Nelson            | British Columbia         | Kanada |
| YYF  |      | Flughafen Penticton              | Penticton              | British Columbia         | Kanada |
| YYG  | CYYG | Flughafen Charlottetown          | Charlottetown          | Prince Edward Island     | Kanada |
| YYH  |      | Flughafen Spence Bay             | Spence Bay             | Nordwest-Territorien     | Kanada |
| YYI  |      | Flughafen Rivers                 | Rivers                 | Manitoba                 | Kanada |
| YYJ  | CYYJ | Flughafen Victoria               | Victoria               | British Columbia         | Kanada |
| YYL  |      | Flughafen Lynn Lake              | Lynn Lake              | Manitoba                 | Kanada |
| YYM  |      | Flughafen Cowley                 | Cowley                 | Alberta                  | Kanada |
| YYN  |      | Flughafen Swift Current          | Swift Current          | Saskatchewan             | Kanada |
| YYO  | CYYO | Flugplatz Wynyard                | Wynyard                | Saskatchewan             | Kanada |
| YYQ  |      | Churchill Airport                | Churchill              | Manitoba                 | Kanada |
| YYR  | CYYR | Goose Bay Airport                | Happy Valley-Goose Bay | Neufundland und Labrador | Kanada |
| YYT  | CYYT | St. John’s International Airport | St. John’s             | Neufundland und Labrador | Kanada |
| YYU  |      | Flughafen Kapuskasing            | Kapuskasing            | Québec                   | Kanada |
| YYW  | CYYW | Flughafen Armstrong              | Thunder Bay District   | Ontario                  | Kanada |
| YYY  |      | Flughafen Mont-Joli              | Mont-Joli              | Québec                   | Kanada |
| YYZ  | CYYZ | Flughafen Toronto-Pearson        | Toronto                | Ontario                  | Kanada |

## YZ
| IATA | ICAO | Flughafen                               | Ort           | Region               | Land   |
| ---- | ---- | --------------------------------------- | ------------- | -------------------- | ------ |
| YZA  |      | Flughafen Ashcroft                      | Ashcroft      | British Columbia     | Kanada |
| YZD  | CYZD | Flughafen Toronto (Downsview Airport)   | Toronto       | Ontario              | Kanada |
| YZE  |      | Flughafen Gore Bay (Manitoulin Airport) | Gore Bay      | Ontario              | Kanada |
| YZF  | CYZF | Flughafen Yellowknife                   | Yellowknife   | Nordwest-Territorien | Kanada |
| YZG  |      | Flughafen Salluit                       | Salluit       | Québec               | Kanada |
| YZH  |      | Flughafen Slave Lake                    | Slave Lake    | Alberta              | Kanada |
| YZP  |      | Flughafen Sandspit                      | Sandspit      | British Columbia     | Kanada |
| YZR  |      | Flughafen Sarnia                        | Sarnia        | Ontario              | Kanada |
| YZS  |      | Flughafen Coral Harbour                 | Coral Harbour | Nordwest-Territorien | Kanada |
| YZT  |      | Flughafen Port Hardy                    | Port Hardy    | British Columbia     | Kanada |
| YZU  |      | Flughafen Whitecourt                    | Whitecourt    | Alberta              | Kanada |
| YZV  |      | Flughafen Sept-Îles                     | Sept-Îles     | Québec               | Kanada |
| YZW  |      | Flughafen Teslin                        | Teslin        | Yukon                | Kanada |
| YZX  |      | Flughafen Greenwood                     | Greenwood     | Nova Scotia          | Kanada |
| YZY  |      | Flughafen Mackenzie                     | Mackenzie     | British Columbia     | Kanada |